# Sismo de Northridge de 1994
O Sismo de Northridge de 1994 ocorreu na região da Grande Los Angeles, Califórnia, Estados Unidos no dia 17 de Janeiro de 1994 às 04h30 na hora local (12h30 UTC) e teve magnitude de 6,7 na escala de magnitude de momento (Mw). O epicentro está localizado na vizinhança de Reseda, na região do Vale de São Fernando ao noroeste de Los Angeles. Teve duração de 10 a 20 segundos a uma profundidade de 18,3 km (11,4 mi). Causou a morte de 57 pessoas e mais de 8 700 ficaram feridas. O prejuízo total foi de cerca de US$ 20 bilhões.
O terremoto recebeu o nome de "Northridge" pela mídia no dia do desastre devido à região onde se pensava ser o epicentro do sismo, porém foi descoberto mais tarde que o epicentro está localizado na região vizinha de Reseda.